# M41 Walker Bulldog

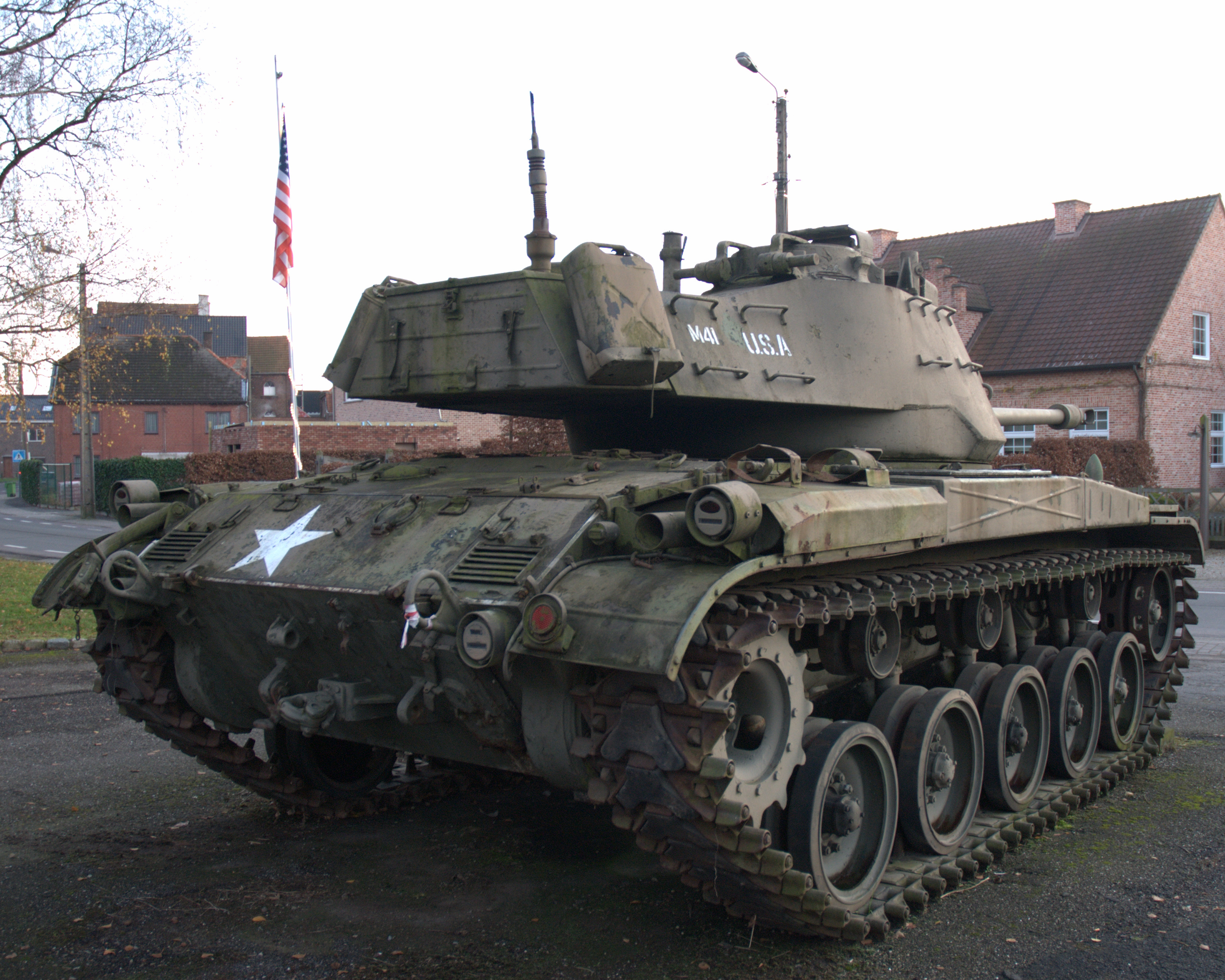
M41 Walker Bulldog te Wellen

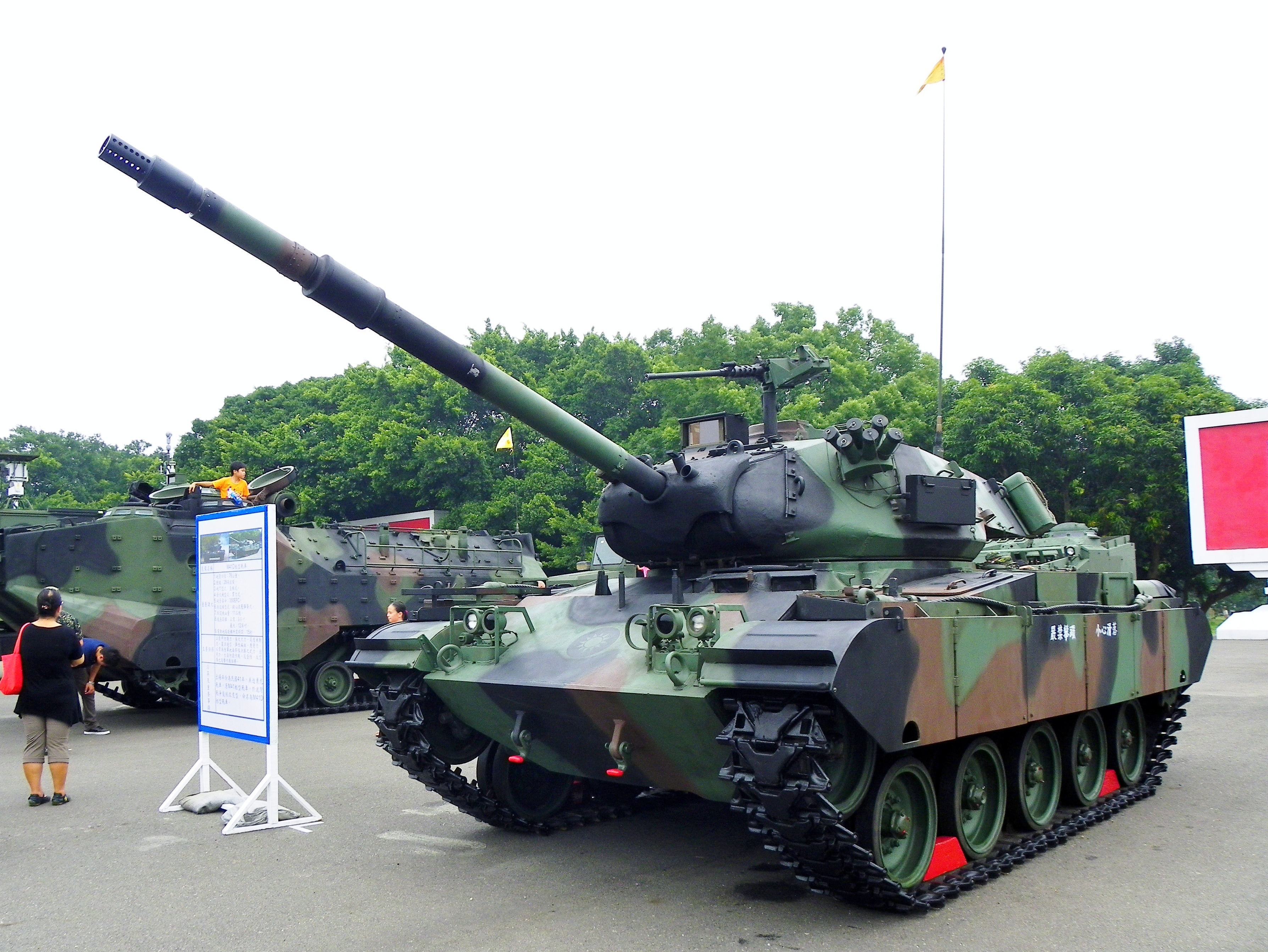
M41D

De M41 Walker Bulldog was een Amerikaanse lichte tank. Ze werd ontwikkeld om de M24 Chaffee te vervangen en bleef in dienst van het Amerikaans leger tussen 1952 en 1965.
Haar naam kreeg ze van een Amerikaans generaal, Walton Walker die tijdens de Koreaanse Oorlog verongelukte.
De tank was lawaaierig, verbruikte veel brandstof en haar gewicht was een probleem bij luchttransport.
De tank was echter zeer effectief voor een lichte tank. De Walker Bulldog is door Zuid-Vietnam ingezet tijdens de invasies van Noord-Vietnam en de Vietcong en presteerde in tankgevechten beter dan de Noord-Vietnamese T-54, een middelzware en minder goed manoeuvreerbare aanvalstank.